# Heterorhynchites javanicus
Heterorhynchites javanicus is een keversoort uit de familie Rhynchitidae. De wetenschappelijke naam van de soort is voor het eerst geldig gepubliceerd in 1815 door Thunberg.